# Mairena del Alcor (kommunhuvudort)
Mairena del Alcor är en kommunhuvudort i Spanien.   Den ligger i provinsen Provincia de Sevilla och regionen Andalusien, i den sydvästra delen av landet, 400 km sydväst om huvudstaden Madrid. Mairena del Alcor ligger 135 meter över havet och antalet invånare är 20 510.
Terrängen runt Mairena del Alcor är huvudsakligen platt. Mairena del Alcor ligger uppe på en höjd. Runt Mairena del Alcor är det ganska glesbefolkat, med 27 invånare per kvadratkilometer. Närmaste större samhälle är Sevilla, 19,8 km väster om Mairena del Alcor. Trakten runt Mairena del Alcor består till största delen av jordbruksmark.